# Mesa de López
Mesa de López är en ort i Mexiko.   Den ligger i kommunen Dolores Hidalgo och delstaten Guanajuato, i den centrala delen av landet, 260 km nordväst om huvudstaden Mexico City. Mesa de López ligger 1 976 meter över havet och antalet invånare är 262.
Terrängen runt Mesa de López är en högslätt. Runt Mesa de López är det ganska tätbefolkat, med 93 invånare per kvadratkilometer. Närmaste större samhälle är Dolores Hidalgo, 17,2 km väster om Mesa de López. Trakten runt Mesa de López består till största delen av jordbruksmark.